# Laurens (Iowa)
Laurens es una ciudad ubicada en el condado de Pocahontas en el estado estadounidense de Iowa. En el Censo de 2010 tenía una población de 1258 habitantes y una densidad poblacional de 663,55 personas por km².

## Geografía
Según la Oficina del Censo de los Estados Unidos, Laurens tiene una superficie total de 1.9 km², de la cual 1.9 km² corresponden a tierra firme y (0%) 0 km² es agua.

## Demografía
Según el censo de 2010, había 1258 personas residiendo en Laurens. La densidad de población era de 663,55 hab./km². De los 1258 habitantes, Laurens estaba compuesto por el 97.54% blancos, el 0.32% eran afroamericanos, el 0.4% eran amerindios, el 0.32% eran asiáticos, el 0.24% eran isleños del Pacífico, el 0.56% eran de otras razas y el 0.64% pertenecían a dos o más razas. Del total de la población el 1.35% eran hispanos o latinos de cualquier raza.